# World Scientific
World Scientific Publishing is een uitgeverij van wetenschappelijke literatuur. De uitgeverij, opgericht in 1981, heeft haar hoofdkantoor in Singapore en telt zo'n tiental vestigingen verspreid over de wereld. Ze publiceert zo'n 500 boeken per jaar en 125 wetenschappelijke tijdschriften, waaronder de serie International Journal of Modern Physics en International Journal of Geometric Methods in Modern Physics.
Samen met het Imperial College London heeft World Scientific Publishing de universiteitsuitgeverij Imperial College Press opgericht.